# Braníkův dům
Braníkův dům (slovensky Braníkov dom) je klasicistní nájemný bytový dům na Konventní ulici 14 v Starém Městě v Bratislavě při ulici Veterná v památkové zóně. Byl postaven v 19. století, je to národní kulturní památka NKP 86/0 vyhlášena v roce 1963. Číslo popisné je 630. 
Má nepravidelný půdorys, 3 podlaží a sklep. Autorem stavby byl Ignác Feigler.